# Sabino Cassese
Sabino Cassese, né le 20 octobre 1935 à Atripalda (Campanie), est un juriste, professeur d'université et homme d'État italien, ancien ministre et juge à la Cour constitutionnelle.

## Biographie
Fils de l'historien Leopoldo Cassese, spécialiste de l'histoire du Mezzogiorno, il est le frère du juriste Antonio Cassese, premier président du Tribunal pénal international pour l'ex-Yougoslavie. 
Auteur de nombreux ouvrages, il est considéré comme l'un des plus grands spécialistes du droit constitutionnel italien. Il a été ministre pour la Fonction publique dans le gouvernement de Carlo Azeglio Ciampi entre 1993 et 1994.
En 2005, le président de la République Carlo Azeglio Ciampi décide de le nommer juge à la Cour constitutionnelle de la République italienne pour un mandat de neuf ans. Il raconte son passage au palais de la Consulta dans un journal, Dentro la Corte, publié quelques mois après son départ.
Il est aussi éditorialiste pour le Corriere della Sera, Il Foglio et Il Riformista,.
En 2013, son nom est cité parmi ceux des candidats possibles du centre-gauche à la succession de Giorgio Napolitano pour la présidence de la République italienne.

## Ouvrages
- I beni pubblici. Circolazione e tutela, Milan, Giuffrè, 1969
- Il privato e il procedimento amministrativo. Un’analisi della legislazione e della giurisprudenza, Modène, Stem Mucchi, 1971
- Cultura e politica del diritto amministrativo, Bologne, il Mulino, 1971
- La formazione dello Stato amministrativo, Milan, Giuffrè, 1974
- L’amministrazione dello Stato, Milan, Giuffrè, 1976
- Questione amministrativa e questione meridionale. Dimensioni e reclutamento della burocrazia dall’Unità ad oggi, Milan, Giuffrè, 1977
- Burocrazia ed economia pubblica. Cronache degli anni ‘70, Bologne, Il Mulino, 1978
- Esiste un governo in Italia ?, Rome, Officina Edizioni, 1980
- Il sistema amministrativo italiano, Bologne, il Mulino, 1983
- L’amministrazione centrale (sous sa direction), Turin, Utet, 1984
- È ancora attuale la legge bancaria del 1936 ? Stato, banche e imprese pubbliche dagli anni ’30 agli anni ’80, Rome, La Nuova Italia Scientifica, 1987
- Maggioranza e minoranza : il problema della democrazia in Italia, Milan, Garzanti, 1995
- Lo Stato introvabile. Modernità e arretratezza delle istituzioni italiane, Rome, Donzelli, 1998
- Il cittadino nella società, Bari, Laterza, 2004
- Universalità del diritto, Naples, Editoriale Scientifica, 2005
- Oltre lo Stato, Rome-Bari, Laterza, 2006
- Il mondo nuovo del diritto. Un giurista e il suo tempo, Bologne, Il Mulino, 2008
- Culture et politique du droit administratif, Paris, Dalloz, 2008
- Il diritto amministrativo: storia e prospettive, Milan, Giuffrè, 2010
- Lo Stato fascista, Bologne, Il Mulino, 2010
- L’Italia : una società senza Stato ?, Bologne, Il Mulino, 2011
- Chi governa il mondo ?, Bologne, Il Mulino, 2013
- Diritto amministrativo. Una conversazione con Luisa Torchia, Bologne, Il Mulino, 2014
- L’Italie, le Fascisme et l’État (traduit et préfacé par Éric Vial), Paris, Éditions Rue d’Ulm, Presses de l’École normale supérieure, 2014
- Governare gli italiani. Storia dello Stato, Bologne, Il Mulino, 2014
- Dentro la Corte. Diario di un giudice costituzionale, Bologne, Il Mulino, 2015
- Territori e potere. Un nuovo ruolo per gli Stati ?, Bologne, Il Mulino, 2016
- Intellettuali, Bologne, Il Mulino, 2021